# ماریا رومایانتسوا

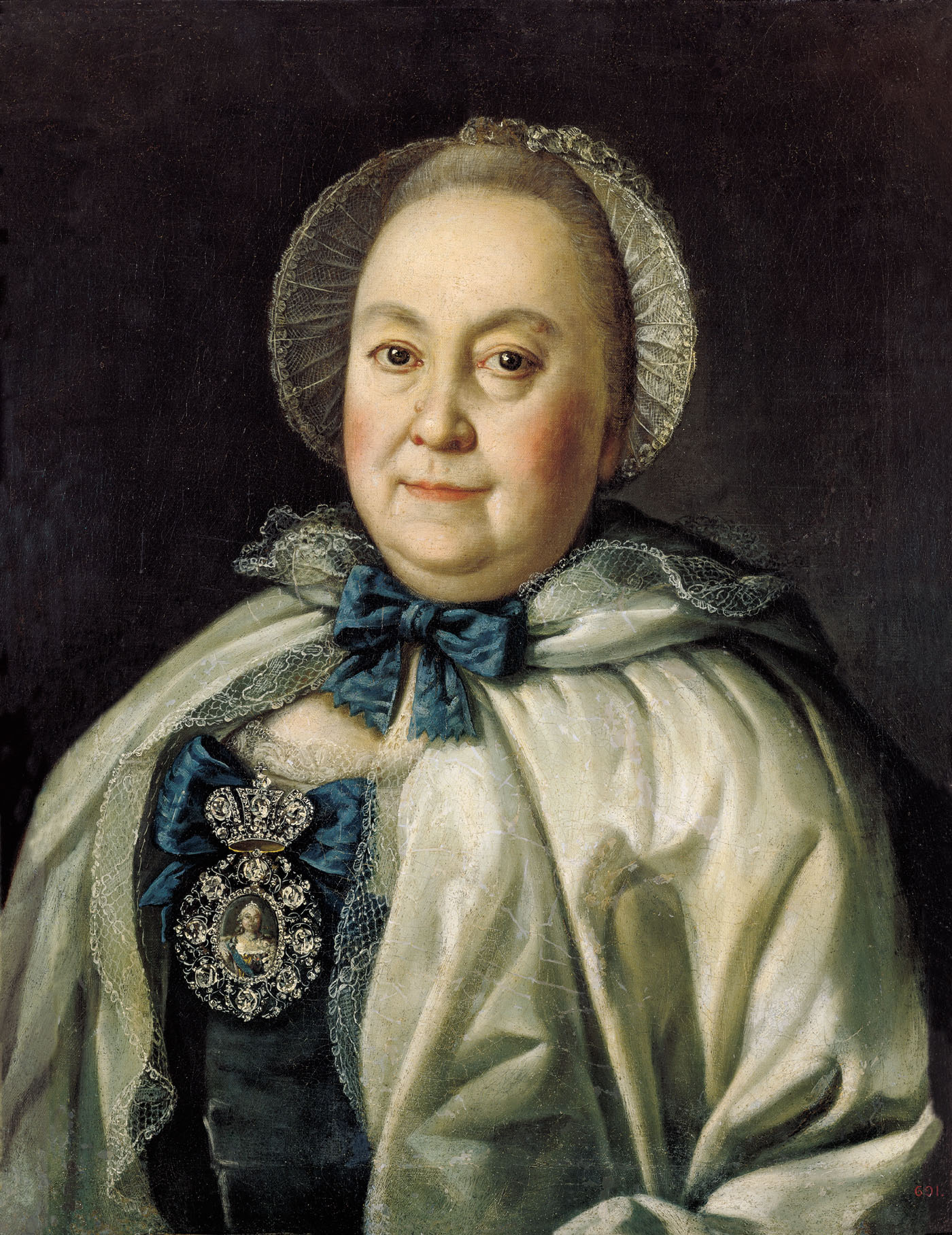
پرتره توسط آلکسی آنتروپوف، ۱۷۶۴

کنتس ماریا آندریونا رومیانتسوا (۱۶۹۹–۱۷۸۸) یک ندیمه روس بود که ادعا می‌کرد معشوقه تزار پتر کبیر است.

## زندگی
او حاصل ازدواج کنت آندری ماتویف از ازدواج اول خود با آنا استپانووا آنیچکوف بود. او در اروپا تحصیل کرد و نخستین سالهای زندگی اش را در لاهه و وین گذراند، جاهایی که پدرش تا سال ۱۷۱۰ بعنوان سفیر خدمت می‌کرد.

### سلطنت پیتر بزرگ
او به دلیل مهارت در زبان فرانسوی، رقص و زیبایی و سرزندگی اش پتر کبیر را شیفته خود کرد. پتر به شدت به رقیبان خود حسادت می‌کرد. بنا بر گزارش‌ها، وی ماریا را تهدید به مجازات می‌کرد که با مرد دیگری در ارتباط نباشد. گفته می‌شود تزار تا زمان مرگش او را دوست می‌داشت. ماریا در ۱۰ ژوئیه ۱۷۲۰ با الکساندر رومانیانسف ازدواج کرد و به این زوج هدایای ارزشمندی از طرف پادشاه اهدا شد.
در سال ۱۷۲۵، شوهرش در قسطنطنیه و سپس در مرزهای ایران بود، اما ماریا در مسکو ماند و فرزند چهارم خود را که پسر بود به دنیا آورد. این پسر افتخار تزار با نام پیتر الکساندرویچ تعمید یافت. گراند دوک نیکولای میخاییلوویچ گزارش داد که پدر این بچه همسر ماریا نیست، بلکه خود تزار است.